# Mahira Khan
Mahira Hafeez Khan (Karachi, 21 de desembre de 1984) és una actriu pakistanesa. Activa tant en el cinema com en la televisió del seu país, l'actriu ha guanyat el Premi Lux Style i el Premi Hum.
Nascuda a Karachi, Khan va debutar en la gran pantalla juntament amb Atif Aslam en la pel·lícula dramàtica Bol (2011), per la qual va guanyar una nominació per millor actriu als premis Lux Style. Per la seva actuació a Humsafar va guanyar aquest premi en la categoria de millor actriu de televisió.
El 23 de novembre del 2020 Khan va figurar a la llista de les 100 dones més influents de l'any que publica la BBC anualment.

## Biografia

### Primers anys
Khan va néixer a Karachi el 21 de desembre de 1984. El seu pare, Hafeez Khan, va néixer a Delhi durant l'ocupació britànica i va emigrar al Pakistan després de la Partició de l'Índia.
Va fer els estudis bàsics a Karachi. Als 17 anys es va mudar a Califòrnia, als Estats Units, per cursar estudis universitaris a la Universitat del Sud de Califòrnia. No obstant això, no va poder completar els seus estudis i va tornar al seu país l'any 2008. Durant la seva estada als Estats Units va exercir com a caixera en una botiga.

### Carrera

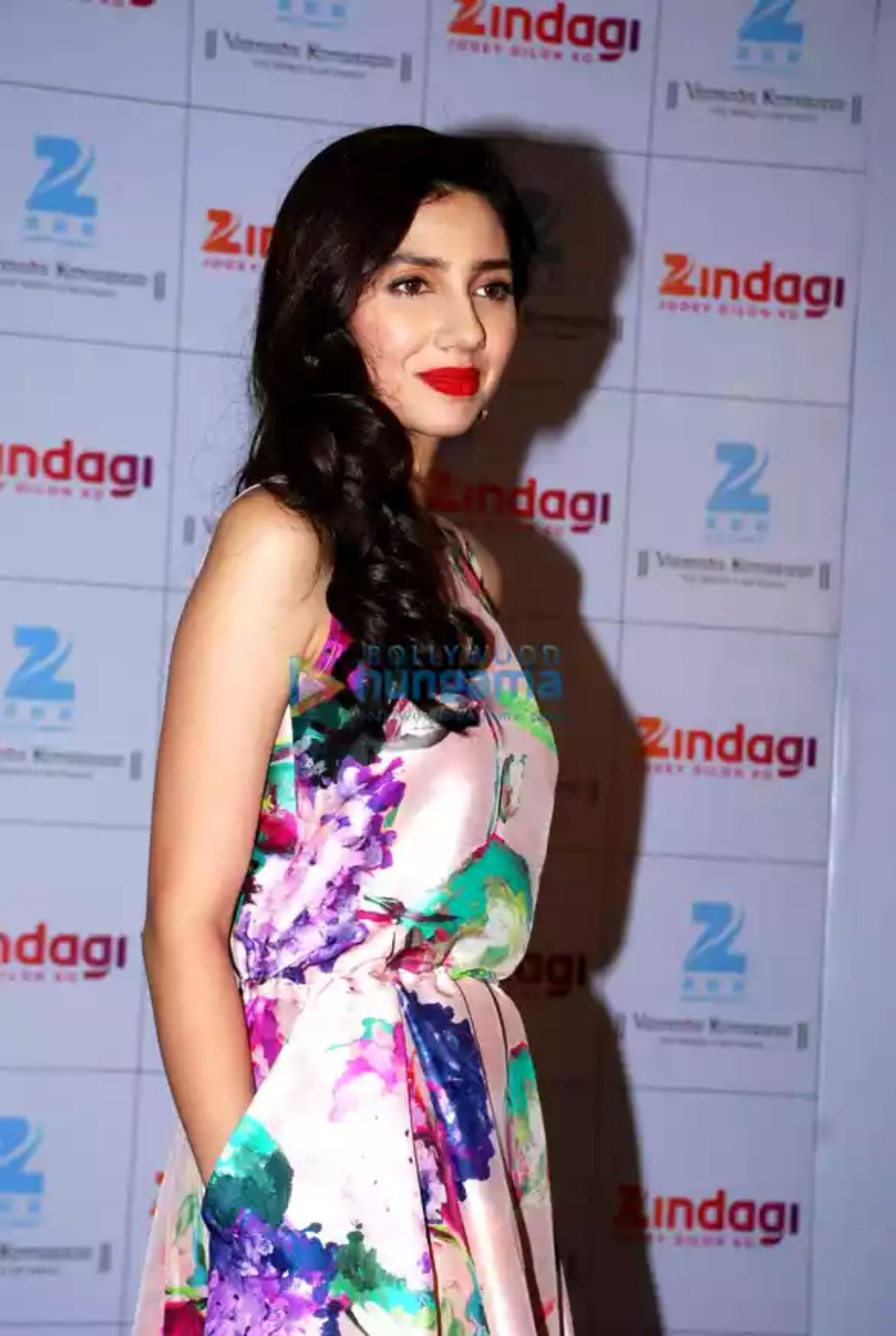
Khan el 2016.

L'any 2011 va fer el seu debut al cinema en la pel·lícula de Shoaib Mansoor Bol. Va interpretar el paper d'Ayesha, una noia de classe mitjana amb una forta passió per la música. La pel·lícula va ser un èxit de taquilla i de crítica i es va convertir en una de les pel·lícules més taquilleres en la història del cinema del Pakistan. El mateix any va debutar en televisió en la sèrie Neeyat, dirigida per Mehreen Jabbar.
Tot seguit, va aparèixer en la sèrie de televisió dirigida per Sarmad Khoosat Humsafar. La seva actuació en la sèrie, que va ser un èxit comercial, va convertir Mahira en l'actriu més popular de la televisió pakistanesa.
El 2013, va interpretar el paper a la pel·lícula Shehr-e- Zaat, dirigida per Sarmad Khoosat. El drama li va valer els premis a la millor actriu dels Pakistan Media Awards i els Hum Awards. Des del 2013 fins al 2014, va entrevistar famosos al programa televisiu TUC The Lighter Side of Life. El 2014 va protagonitzar el drama dramàtic dirigit per Mohammed Ehteshamuddin, Sadqay Tumhare. El drama li va valer el premi Lux Style a la millor actriu de televisió, dos premis Hum i una nominació al premi Hum.
El 2015 va interpretar el paper principal al costat de Humayun Saeed a la pel·lícula dirigida per Shahzad Kashmiri, Bin Roye. La pel·lícula li va valer un premi Lux Style a la millor actriu, un premi Hum a la millor actriu, un premi Hum Style a la millor actriu amb estil i un premi Masala! a la millor actriu. La pel·lícula també es va adaptar com a sèrie de televisió el 2016, el que li va suposar un Premi Hum a la millor actriu femenina i una nominació al Premi Hum a la millor parella en pantalla.
Va tenir un paper secundari a la pel·lícula biogràfica Manto dirigida per Sarmad Khoosat el 2015. El 2016 va tenir un paper principal a la pel·lícula dirigida per Asim Raza, Ho Mann Jahaan, La pel·lícula li va valer el premi Lux Style a la millor actriu i la nominació al premi Nigar a la millor actriu.
A principis de 2017, va coprotagonitzar la pel·lícula Raees, el que va ser el seu debut a la indústria de cinema hindi. Abans de l'estrena de la pel·lícula, “Indian Motion Picture Producers Association” (IMPPA) i “The Film Producers Guild of India” havien decidit prohibir a tots els actors, actrius i tècnics pakistanesos treballar a l'Índia a causa de les tensions creades després de l'atac de l'Uri del 2016, fins que es va normalitzar la situació. Segons els informes, hi havia rumors que les escenes de Khan serien suprimides de la pel·lícula o que seria substituïda per una altra actriu. Shah Rukh Khan, protagonista i coproductor de la pel·lícula, va dir que no se li permetria promocionar la pel·lícula a l'Índia. Khan va rebre reiterades amenaces de Shiv Sena, un partit polític d'extrema dreta índia. Malgrat les controvèrsies, la pel·lícula es va estrenar el gener del 2017 i va tenir èxit comercial, ja que va guanyar 39,5 milions de dòlars a tot el món, cosa que va convertir a Khan en la primera actriu pakistanesa que es va unir al 100 Crore Club de Bollywood i va esdevenir l'actriu amb més recaptació de Bollywood durant el primer trimestre del 2017.
Khan va començar la seva carrera de cantant el 2017, quan va actuar com a víctima d'una violació a la pel·lícula de drama social Verna de Shoaib Mansoor. La pel·lícula va rebre crítiques generalment desfavorables, però la seva interpretació va ser elogiada i va obtenir un premi Lux Style a la millor actriu el 2018. El 2018 va protagonitzar Meenu Gaur - la comèdia romàntica 7 Din Mohabbat In de Farjad Nabi. També protagonitzarà Maula Jatt 2 de Bilal Lashari, i va fer una aparició especial a Parey Hat Luv, d' Asim Raza.
El 2019, va tenir el paper principal a Superstar, la seva pel·lícula amb més ingressos nacionals en aquell moment. A continuació, protagonitzarà al costat de Fahad Mustafa la pel·lícula d'acció-comèdia Quaid-e-Azam Zindabad de Nabeel Qureshi .

## Popularitat
Khan és considerada una de les actrius més populars i millor pagades del Pakistan. Ha rebut diversos premis. El 2012, Khan va ser nomenada la dona més bella del Pakistan. En una enquesta sobre les dones asiàtiques més belles elaborada per Eastern Eye, va aparèixer en la desena posició el 2015, en la novena posició el 2016 i en la cinquena posició el 2017, i novena el 2019. També se la va anomenar la dona més sexy del Pakistan.
Va participar en les cerimònies del 10è Premi Lux Style el 2010, 1r Premi Hum el 2013 i del 14è Premi Lux Style el 2015.
Al desembre de 2016, Khan es va convertir en víctima de notícies falses després que aparegués un comentari contra l'Índia abans del llançament de la seva pel·lícula de debut Raees, a Bollywood.
És ambaixadora de diverses marques com Lux, QMobile, Gai Power Wash, Huawei, Sunsilk, Veet, i L'Oréal.
Khan figurava a la llista de les 100 dones de la BBC anunciades el 23 de novembre de 2020.

## Vida personal
L'actriu té un germà petit, Hassaan Khan, periodista de professió.
Khan va conèixer el seu marit Ali Askari l'any 2006 a Los Angeles. La parella es va casar l'any 2007 en una cerimònia tradicional islàmica, tot i que el pare de Khan no va estar d'acord amb la celebració del matrimoni. La parella va tenir un fill el 2009 i es va divorciar l'any 2015.

## Filmografia

### Cinema
| Any  | Títol             | Paper       | Director                 |
| ---- | ----------------- | ----------- | ------------------------ |
| 2011 | Bol               | Ayesha Khan | Shoaib Mansoor           |
| 2015 | Bin Roye          | Saba Shafiq | Shahzad Kashmiri         |
| 2015 | Manto             | Madaran     | Sarmad Khoosat           |
| 2016 | Ho Mann Jahaan    | Manizeh     | Asim Raza                |
| 2016 | Actor in Law      | Ella misma  | Nabeel Qureshi           |
| 2017 | Raees             | Aasiya      | Rahul Dholakia           |
| 2017 | Verna             | Sara        | Shoaib Mansoor           |
| 2018 | 7 Din Mohabbat In | Neeli       | Meenu Gaur & Farjad Nabi |

### Televisió
| Any  | Títol                        | Paper             |
| ---- | ---------------------------- | ----------------- |
| 2006 | MTV's Most Wanted            | Presentadora      |
| 2008 | Weekends with Mahira         | Presentadora      |
| 2011 | 10th Lux Style Awards        | Presentadora      |
| 2011 | Neeyat                       | Aalia             |
| 2011 | Humsafar                     | Khirad Ehsan      |
| 2012 | Shehr-e-Zaat                 | Falak             |
| 2012 | Coke Kahani                  | Ella mateixa      |
| 2013 | 1st Hum Awards               | Presentadora      |
| 2014 | TUC The Lighter Side of Life | Presentadora      |
| 2014 | Sadqay Tumhare               | Rukhsana "Shanno" |
| 2015 | 14th Lux Style Awards        | Presentadora      |
| 2016 | Bin Roye                     | Saba Shafiq       |
| 2017 | Manto                        | Madari            |